# Дюмес (Техас)
Дюмес (англ. Dumas) — місто (англ. city) в США, в окрузі Мур штату Техас. Населення — 14 501 особа (2020).

## Географія
Дюмес розташований за координатами 35°51′43″ пн. ш. 101°57′54″ зх. д. / 35.86194° пн. ш. 101.96500° зх. д. (35.862020, -101.964972).  За даними Бюро перепису населення США в 2010 році місто мало площу 14,35 км², з яких 14,31 км² — суходіл та 0,05 км² — водойми.

## Демографія
Згідно з переписом 2010 року, у місті мешкала 14 691 особа в 4979 домогосподарствах у складі 3725 родин. Густота населення становила 1023 особи/км².  Було 5340 помешкань (372/км²).
Расовий склад населення:
| - 74,9 % — білих - 4,7 % — азіатів - 2,0 % — чорних або афроамериканців - 0,9 % — корінних американців - 15,6 % — осіб інших рас |

До двох чи більше рас належало 1,8 %. Частка іспаномовних становила 50,5 % від усіх жителів.
За віковим діапазоном населення розподілялося таким чином: 31,4 % — особи молодші 18 років, 58,0 % — особи у віці 18—64 років, 10,6 % — особи у віці 65 років та старші. Медіана віку мешканця становила 31,0 року. На 100 осіб жіночої статі у місті припадало 102,9 чоловіків;  на 100 жінок у віці від 18 років та старших — 99,4 чоловіків також старших 18 років.
Середній дохід на одне домашнє господарство  становив 61 308 доларів США (медіана — 49 798), а середній дохід на одну сім'ю — 65 068 доларів (медіана — 52 113). Медіана доходів становила 37 280 доларів для чоловіків та 26 175 доларів для жінок. За межею бідності перебувало 21,6 % осіб, у тому числі 33,1 % дітей у віці до 18 років та 12,6 % осіб у віці 65 років та старших.
Цивільне працевлаштоване населення становило 7093 особи. Основні галузі зайнятості: виробництво — 27,1 %, освіта, охорона здоров'я та соціальна допомога — 14,8 %, роздрібна торгівля — 9,4 %, мистецтво, розваги та відпочинок — 7,5 %.